# Fundacja (powieść)
Fundacja (tyt. oryg. Foundation) – pierwszy tom cyklu fantastycznonaukowego Isaaca Asimova, który dał początek całej serii powieści. Po raz pierwszy została opublikowana w 1951. Pierwsze polskie tłumaczenie Andrzeja Jankowskiego ukazało się w 1987 r. w serii „SF” Wydawnictwa Poznańskiego.

## Fabuła
Hari Seldon, ściągając zdolnych matematyków do swojego zespołu i nie ukrywając swoich wstępnych badań dotyczących przewidywanego upadku świetności Imperium i epoki barbarzyństwa w galaktyce naraża się na gniew Komisji Bezpieczeństwa Publicznego, która zsyła cały zespół Seldona na wyeksploatowaną planetę Terminus na skraju galaktyki, aby mógł on tam prowadzić badania i tworzyć epokowe dzieło – Encyklopedię Galaktyczną, będącą swoistą skarbnicą wiedzy w czasie epoki upadku Imperium.
Po 50 latach od rozpoczęcia prac nad encyklopedią na Terminusie, długo po śmierci Seldona, dochodzi do pierwszego „kryzysu Seldona”, w którym kolonia naukowców zostaje objęta protektoratem przez barbarzyńskiego sąsiada. Naukowcy dowiadują się, że dzieło wielu pokoleń „Encyklopedia Galaktyczna” jest w istocie nic nie wartym tworem, a prawdziwy cel Fundacji to utworzenie nowego Imperium. Dochodzi do przewrotu, w którym rada naukowców zostaje odsunięta od władzy.
Po kolejnych latach Fundacja stanowi główny ośrodek wiedzy, nauki oraz religii, stopniowo uzależniając od siebie sąsiadujące królestwa. Równowaga zostaje zachwiana, gdy jedno z królestw odnajduje dryfujący krążownik upadłego Imperium, którego siła jest równa połowie siły całej floty bojowej pojedynczego królestwa. Krążownik ma zostać naprawiony przez naukowców Fundacji, a następnie posłużyć do zaatakowania jej samej przez agresywnego sąsiada. Okazuje się jednak, że całe królestwo jest już zbyt uzależnione od urządzeń Fundacji, przez co nie może zrobić niczego przeciw niej.
Kolejne lata przynoszą rosnący opór kolejnych systemów wobec religii – kapłanów sprawujących opiekę nad „świętymi” urządzeniami produkowanymi przez Fundację. Rosnący opór przeradza się w opór wobec zakupu urządzeń atomowych, a tym samym przeciwko uniezależnieniu się od Fundacji. Do krytycznego momentu dochodzi, gdy handlarze docierają do światów posiadających technologie atomowe, udostępniane przez ciągle istniejące Imperium, które – mimo że słabe – dysponuje wciąż siłą stanowiącą zagrożenie dla Fundacji. Dochodzi wtedy do wojny Fundacji z jednym z tych państw, którą Fundacja wygrywa dzięki uzależnieniu tego państwa od urządzeń dostarczanych przez Fundację (technologie Imperium są zbyt przestarzałe, żeby wypełnić lukę powstałą po odcięciu od technologii Fundacji).